# Myristica mediovibex
Myristica mediovibex är en tvåhjärtbladig växtart som beskrevs av W.J.J.O. de Wilde. Myristica mediovibex ingår i släktet Myristica och familjen Myristicaceae. Utöver nominatformen finns också underarten M. m. kosteriana.